# Matthieu Nicolezeau
Matthieu Nicolezeau est un joueur de rink hockey né le 17 avril 1989. Il évolue au sein de l'équipe première de la Roche-sur-Yon, club dans lequel il a fait toute sa carrière séniore.

## Parcours sportif
En janvier 2016, l'attaquant vendéen revient sur les terrains face à Aix-les-Bains, après avoir été absent des terrains pendant près d'un an à la suite d'une blessure. 

### Palmarès
Il obtient une coupe de France avec le club de la Roche sur Yon : 2014. 

Cette même année, il est vice-champion de France de Nationale 1.